# Zgnilizna korzeni maliny

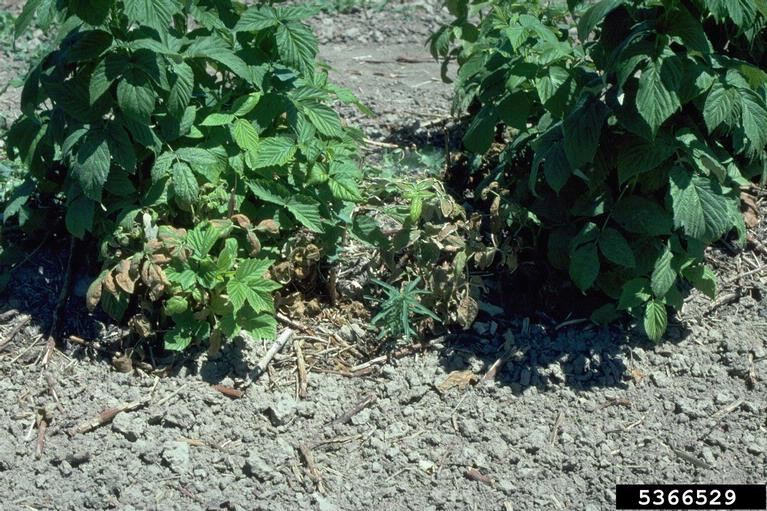
Pędy malin porażone zgnilizną korzeni maliny

Zgnilizna korzeni maliny (ang. root rot of raspberry) – choroba malin i jeżyn wywołana przez zaliczany do grzybopodobnych lęgniowców gatunek Phytophthora rubi. Jest to choroba z grupy fytoftoroz.

## Występowanie i szkodliwość
Chorobę wywołuje głównie Phytophthora rubi, ale podejrzewane są także inne gatunki z rodzaju Phytophthora – P. erythroseptica, P. megasperma, P. cactorum,  P. citricola, P. cryptogea, P. drechsleri P. cambivora. Według skali opracowanej przez Instytut Ogrodnictwa w Skierniewicach choroba ma w trzystopniowej skali trzeci stopień szkodliwości (choroba bardzo ważna). Powoduje obumieranie porażonych krzewów. W sprzyjających patogenowi warunkach, czyli na plantacjach założonych na wilgotnych, ciężkich i źle zdrenowanych glebach może nastąpić całkowite obumarcie wszystkich krzewów. Choroba jest szczególnie groźna również z tego powodu, że niemal wszystkie uprawiane w Europie odmiany są na tę chorobę podatne.
Choroba może być mylona z innymi chorobami powodującymi zamieranie malin: werticilioza maliny, zamieranie podstawy pędów maliny czy przypąkowe zamieranie pędów maliny.

## Objawy
Najbardziej zauważalnym objawem jest więdnięcie i obumieranie pędów następujące od wczesnej wiosny do późnego lata. Często zamierające pędy wyginają się przyjmując kształt pastorału. Obumieranie pędów zaczyna się od ich wierzchołka. Na porażonych dwuletnich pędach nie rozwijają się pąki wierzchołkowe, ewentualnie rozwijają się tylko pąki boczne. Porażone krzewy nie tworzą odrostów, lub niewiele. Owoce są zdrobniałe, i z reguły zasychają jeszcze przed zbiorami. Liście na prażonych pędach żółkną, więdną, zwijają się do góry i brunatnieją, ale nie opadają. Na przyziemnej części porażonych pędów pojawia się ciemnobrązowa lub fioletowa zgnilizna, a drewno pod korą przebarwia się na brązowo. Silnemu uszkodzeniu ulega system korzeniowy. Większość głównych korzeni jest martwa, korzeni bocznych jest niewiele. Latem czasami powyżej strefy porażenia roślina wytwarza nowe korzenie, ale podczas wilgotnej jesieni i zimą zostają one opanowane przez patogena i obumierają.
Nie zawsze opanowany zostaje cały krzew, czasami porażeniu ulegają tylko niektóre jego pędy. Na plantacji malin choroba występuje początkowo na niektórych tylko krzewach, zwłaszcza w najniższej części plantacji. W następnych jednak latach stopniowo rozprzestrzenia się.

## Epidemiologia i etiologia
Patogen poraża rośliny w glebie, przez korzenie. Utrzymuje się głównie jako grzybnia w zarażonych korzeniach lub w glebie jako uśpione zarodniki przetrwalnikowe. Gdy gleba jest wilgotna, grzybnia tworzy na porażonych tkankach roślin zarodnie, a w nich oospory, które kiełkując tworzą pływki. Dzięki wiciom pływki mogą w wilgotnej glebie pływać wypełnionymi wodą przestworami między cząstkami gleby. Po dotarciu do korzeni roślin wnikają do nich dokonując infekcji. Patogenowi sprzyja temperatura 10–17 °C i duża wilgotność gleby.

## Ochrona
Sadzić należy tylko zdrowe, certyfikowane sadzonki na glebie żyznej, przewiewnej i w miejscu, w którym od lat nie były uprawiane rośliny owocowe. Na glebie ciężkiej i podmokłej należy wykonać drenaż. Krzewy należy uprawiać w systemie podniesionych zagonów, tak, aby przynajmniej górna część systemu korzeniowego była podniesiona nad terenem. Dobrą metodą jest uprawa odmian odpornych. W Polsce jest nią ‘Latham’, Średnią odporność wykazują odmiany ‘Newburgh’ i ‘Meeker’, ‘Polka’ i ‘Polana’.
Porażonych roślin nie można już uratować. W Polsce nie stosuje się ochrony chemicznej przed zgnilizną korzeni maliny.